# ビアトリクス・ポター・ギャラリー
ビアトリクス・ポター・ギャラリー（Beatrix Potter Gallery）は、イングランド・カンブリア州の湖水地方ホークスヘッドの17世紀築のタウンハウス内でナショナル・トラストのために経営されている美術館。ビアトリクス・ポターの絵本の原画を展示している。
展示物は原画のスケッチと水彩画、遺品およびビアトリクス･ポターの人生と作品についての情報。展示は毎年変わる。
17世紀築のこの建物はポターの夫ウィリアム・ヒーリスの法律事務所だったことがある。内装はほぼ変わっていない。